# Герб Северодвинска
Герб Северодвинска — герб города областного подчинения, расположенного на территории одноимённого городского округа Архангельской области.

## Описание герба
«В серебряном поле над лазоревой волнистой оконечностью — червлёный цветок шиповника, украшенный посередине серебром».

## История герба

Эмблема 1967 года

В 1967 году, в связи с 30-летием основания Северодвинска, был проведён первый конкурс на создание герба города. Решением исполнительного комитета Северодвинского городского Совета депутатов трудящихся № 553 от 29 декабря 1967 года была принята «эмблема города», составленная Александром Игнатьевичем Абакумовым, художником-оформителем судостроительного предприятия «Звёздочка». Эмблема имела следующий вид: в голубом поле геральдического щита тёмно-синяя полушестерня с волнами внутри и серебряная чайка над ними. Эмблема символизировала кораблестроительное предназначение города. В настоящее время эмблема является популярным символом Северодвинска.

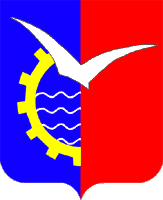
Герб 1970 года

Первый герб Северодвинска был принят в 1970 году. Композиция герба повторяла эмблему города 1967 года, но в несколько изменённом исполнении, с исправленными геральдическими ошибками цветовой гаммы элементов эмблемы.
Герб представлял собой щит, рассечённый на лазурь с золотым выходящим зубчатым кольцом, внутри которого четыре узких волнистых серебряных пониженных пояса, и червлень. В щите серебряная повышенная фигура в виде силуэта чайки. Цвета гербового щита символизировали основные цвета флага РСФСР. Автором первого герба стал архитектор, главный инженер отдела капитального строительства Севмаша Н. С. Яковлев, который доработал эмблему города 1967 года. Впервые эскиз герба был представлен в черно-белом исполнении в газете «Северный рабочий» от 28 марта 1970 года. В том же году герб был утвержден Решением исполкома Северодвинского городского Совета депутатов трудящихся Архангельской области.
Следующий герб был утверждён 2 июля 1993 года решением Малого Совета города Северодвинска. Герб имел следующее описание: «в серебряном поле над лазоревой волнистой оконечностью — червлёный цветок шиповника, украшенный посередине серебром».
Герб был разработан творческой группой, в которую входили северодвинцы Роман Болдырев и художник Валерий Дадыко.
По авторскому замыслу разработчиков герба цветок шиповника отражает тот факт, что прибывший в XVI веке на остров Ягры английский мореплаватель Ричард Ченслер был поражен обилием цветов шиповника. Поэтому остров до сих пор называется «розовым островом». Но существует мнение, что цветок, символизирует гребной винт подводной лодки.
Положение о гербе утверждено Постановлением Главы администрации города № 326 от 30 декабря 1994 года. 
Герб в 1994 году был внесен в Государственный геральдический регистр Российской Федерации под № 120.
25 апреля 2002 года Муниципальный Совет Северодвинска своим Решением № 37 объявил конкурс по разработке нового герба муниципального образования «Северодвинск». 24 апреля 2003 года Решение № 50 Муниципального Совета подвело итоги конкурса о разработке нового герба города. Победителем конкурса был признан арт-директор фирмы «Партнёр» Андрей Жуков. Проект нового герба имел следующий вид: «На серебряном поле верхней части геральдического щита изображена старинная поморская ладья. В нижней, разделенной на две половины части расположены: в синем поле — корабельный якорь, в белом — цветок шиповника».
В апреле 2009 года вопрос о гербе Северодвинска вновь был вынесен на обсуждение Консультационного совета при администрации Северодвинска. По просьбам жителей города мэр М. Гмырин предложил вернуть старый герб с изображением шестерни и чайки. Консультационный совет решил вынести этот вопрос на сессию горсовета. 20 августа 2009 года мэр города утвердил эмблему города, повторяющую старый герб образца 1967 года. Герб 1993 года при этом сохранился в качестве официального.